# Ossip Gabrilowitsch
Ossip Gabrilowitsch (en russe : Осип Сaломонович Габрилович, Ossip Salomonovitch Gabrilovitch), né le 7 février 1878 à Saint-Pétersbourg (Russie) et mort le 14 septembre 1936 à Détroit (États-Unis), est un pianiste, chef d'orchestre et compositeur américain d'origine russe (naturalisé en 1918).

## Biographie
Ossip Gabrilowitsch est né à Saint-Pétersbourg. Dès 1888, il étudie le piano et la composition au Conservatoire de Saint-Pétersbourg avec Anton Rubinstein et Nikolaï Medtner, la composition avec Anatoli Liadov, Alexandre Glazounov et Navratil et quelques autres. Après son diplôme en 1894, il étudie encore le piano deux années avec Theodor Leschetizky à Vienne. Son premier concert public a lieu à Berlin en 1896. 
Il effectue une tournée aux États-Unis en 1900.
En juillet 1905, il enregistre une dizaine de pièces au piano à partir du système Welte-Mignon, inventé l'année précédente. C'est l'un des premiers pianistes à le faire à l'instar de Raoul Pugno et Alfred Grünfeld.
De 1910 à 1914, il est chef d'orchestre au Munich Konzertverein (connu plus tard sous le nom de Philharmonique de Munich). 
Encore à Munich en 1917, il est mis en prison lors d'un pogrom, mais grâce à l'intervention du nonce apostolique en Bavière, l'archevêque Eugenio Pacelli (futur Pie XII), Gabrilowitsch est libéré. Il se rend à Zurich, puis aux États-Unis. 

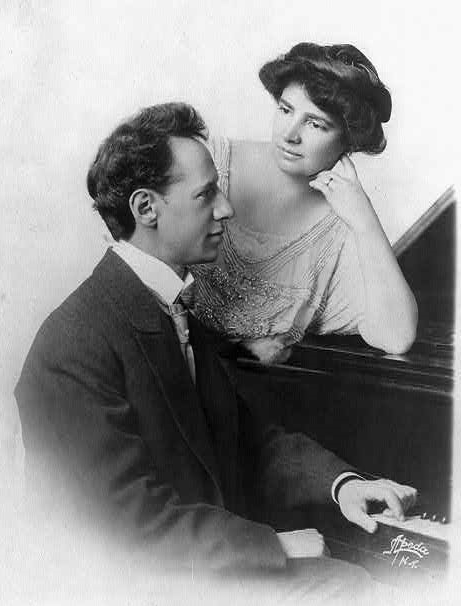
Ossip Gabrilowitsch avec sa femme Clara Clemens

Il s'installe aux États-Unis, et en 1918, il est nommé directeur fondateur de l'Orchestre symphonique de Détroit, tout en poursuivant sa vie de concertiste. Avant d'accepter ce poste, il a réclamé la construction d'un nouvel auditorium, ce qui a donné l'impulsion pour l'édification de la salle de concert de Detroit. Il poursuit un travail de haut niveau avec l'orchestre de Detroit jusqu'à sa mort.
Gabrilowitsch a composé quelques œuvres, principalement de courtes pièces pour piano pour son usage personnel. 
Le 6 octobre 1909, il épouse la fille de Mark Twain, Clara Clemens, chanteuse avec qui il se produisit en récital régulièrement. Le 18 août 1910, naît Nina, leur fille unique, dans la maison de Mark Twain à Stormfield (Connecticut).
Nina, est décédé le 19 janvier 1966 dans un hôtel de Los Angeles.
Il était président d'honneur de Delta Omicron, une fraternité internationale de la musique professionnelle. Il est mort d'un cancer de l'estomac en 1936 à Détroit. Avec Clara et son père, il est enterré dans la parcelle Langdon du cimetière Woodlawn à Elmira, New York.

## Œuvres
- 5 Klavierstücke, opus 1
  - 3. Valse lente (vers 1897)
- Gavotte in D minor, op. 2
- Compositions for the piano, op. 3 
  1. Caprice Burlesque (vers 1901)
  2. Mazurka Mélancolique
- Thème varié pour piano, op. 4
- Mélodie, op. 8 n° 1
- La Czarina, Mazurka Russe (The Tsarina, Russian Mazurka)
- Three Songs, opus 11
  1. Good-bye (Christina Rossetti)
  2. I love her gentle forehead (Richard Watson Gilder)
  3. The new day (R. W. Gilder, c. 1917)
- Deux pièces pour piano, opus 12
  1. Élégie
  2. Étude pour la main gauche
- Near to thee ... [mélodie] sur un poème de Johann Wolfgang von Goethe, English version by Clara Clemens (vers 1924)

## Media
- Ossip Gabrilowitsch joue le 4 juillet 1905 sur un piano Welte-Mignon, l' Intermezzo en ut majeur, opus 119 n° 3 de Johannes Brahms Écouterⓘ